# Телеки, Бланка
Графиня Бланка фон Телеки де Сек (нем. Blanka von Teleki de Szék, венг. Teleki Blanka; 5 июля 1806, Лангендорф — 23 октября 1862, Париж) — венгерская художница, скульптор, преподавательница и защитница прав женщин из рода Телеки.

## Биография
Родилась 5 июля 1806 года в городе Лангендорф (ныне Сатулунг, жудец Марамуреш, Румыния). Племянница Терезы Брунсвик, основавшей в 1828 году первый в Венгрии детский сад. Родовое поместье семьи находилось на территории современного жудеца Сату-Маре.
Бланка выбрала карьеру деятельницы искусства. Она изучала живопись в Мюнхене и Париже в мастерской Леона Конье, а также скульптуру в Будапеште у Иштвана Ференци. В 1846 году Телеки, опубликовав свои идеи о женском образовании, открыла первую школу для девочек в Будапеште, оказав большую услугу своей тёте, развивавшей дошкольное образование в Венгрии. Через два года Бланка со своими ученицами подписала первую в истории петицию с призывом уравнять в правах мужчин и женщин Венгрии, предоставить женщинам избирательное право и право получать высшее образование. Участвовала в революции 1848 года и была арестована, осуждена по приговору суда и отправлена в тюрьму к Кларе Леэвей (последняя освободилась в 1856 году).
Будучи в заключении, Бланка создавала небольшие скульптуры (в том числе и автопортреты), одну из которых удалось якобы переправить во Францию к Жюлю Мишле. В 1857 году она освободилась и уехала жить в Париж. Там она умерла 23 октября 1862 года.